# Ochyra variabilis
Ochyra variabilis är en skalbaggsart som beskrevs av Lea 1918. Ochyra variabilis ingår i släktet Ochyra och familjen långhorningar. Inga underarter finns listade i Catalogue of Life.